# ハンディサイズ

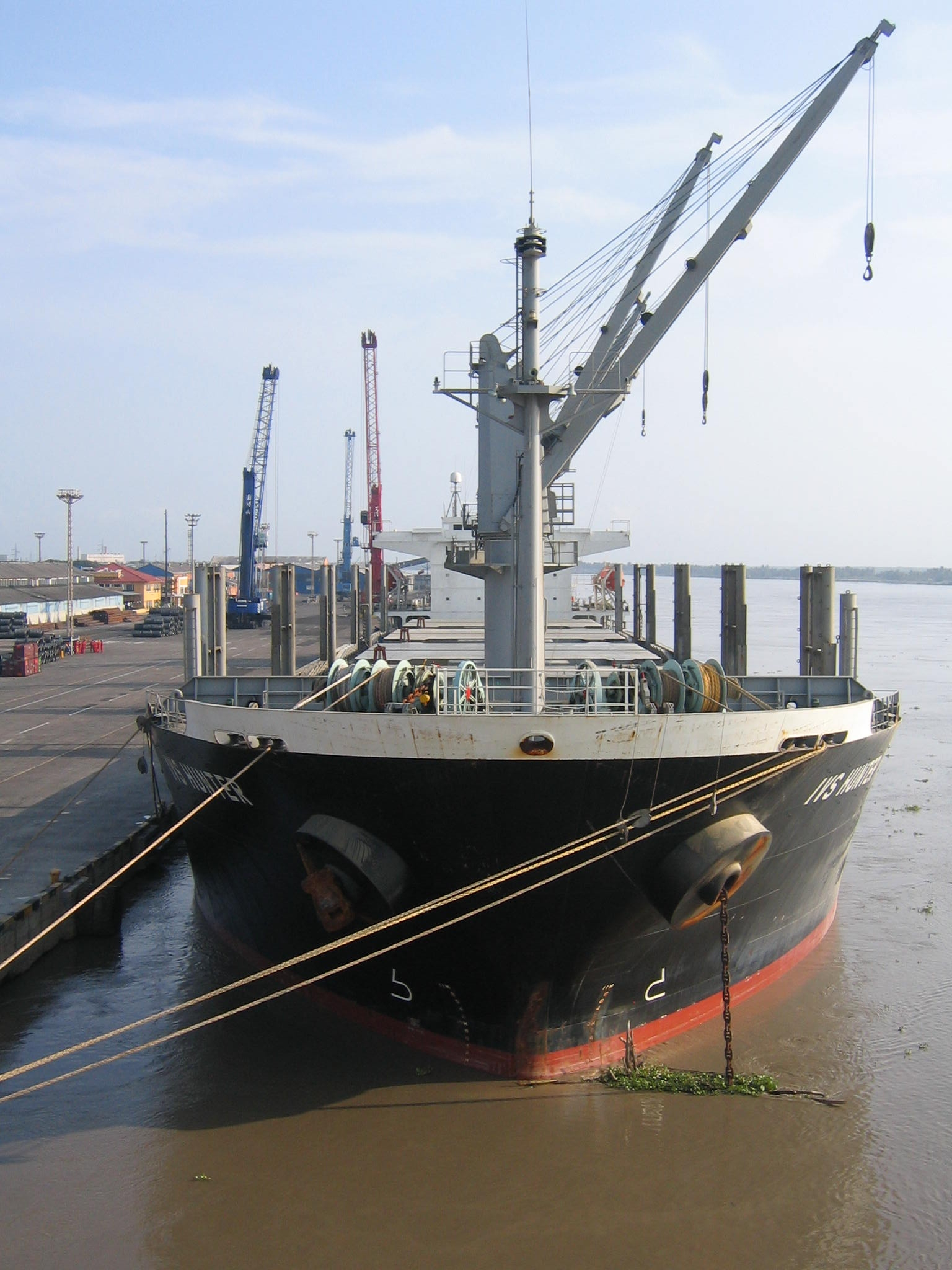
ハンディサイズの貨物船、「ハンター」

ハンディサイズ（英語: Handysize）は、厳密なトン数範囲について公式定義がある言葉ではないが、おおむね載貨重量トンにして15,000 トンから35,000 トンの範囲にあるばら積み貨物船のことを指す言葉である。タンカーについてもこの言葉を使うことがあるが、ばら積み貨物船ほど一般的ではない。このサイズより大きな、典型的には35,000 トンから58,000 トンのばら積み貨物船は、ハンディマックスと呼ばれる。15,000 トンより小さなサイズ範囲には、広く受け入れられた呼び名はない。
ハンディサイズは、数の上ではもっとも一般的なばら積み貨物船で、ほぼ2,000 隻、合計4300万トンほどが用いられている。ハンディサイズは小型であるため小さな港にも入港でき、多くの場合クレーンを船に備えていることから、港側のクレーンやその他の荷扱い設備がない場所でも貨物を積み降ろしできる、とても柔軟性がある船である。より大型のばら積み貨物船と比較すると、ハンディサイズの船は多くの種類の積み荷を運ぶ。鉄鋼製品、穀物、金属鉱石、リン酸肥料、セメント、木材、チップ、その他のばら積み貨物である。
ハンディサイズのばら積み貨物船は主に日本、韓国、中国、ベトナム、フィリピン、インドの造船所で建造されるが、他にもこうした船を建造できる国がある。もっとも一般的な標準仕様のハンディサイズばら積み貨物船は、32,000 載貨重量トンで最大喫水が約10 m、5つの船倉と油圧動作式ハッチカバーを備え、4つの30 トンクレーンを備えている。また、甲板上に木材を積み重ねて置くことができるように支柱を備えている船もある。こうした船はハンディロガーなどと呼ばれる。
近年の新造船発注にもかかわらず、ハンディサイズは、ばら積み貨物船の各セクターの中でも平均船齢が最も高い。